# Општина Добромир (Констанца)
Добромир (рум. Dobromir) општина је у Румунији у округу Констанца.
Oпштина се налази на надморској висини од 149 m.